# آرتورو ریپستاین
آرتورو ریپستاین ئی روسن (اسپانیایی: Arturo Ripstein y Rosen‎؛ زادهٔ ۱۳ دسامبر ۱۹۴۳) کارگردان فیلم اهل مکزیک است.
از فیلم‌ها یا مجموعه‌های تلویزیونی که وی در آن‌ها نقش داشته‌است، می‌توان به زندگی اینگونه است، کسی به سرهنگ نامه نمی‌نویسد، زمان مردن و ملکه اسپانیا اشاره نمود.
وی همچنین برندهٔ جوایزی همچون کمک‌هزینه گوگنهایم شده‌است.